# Meridiano 125 E
O meridiano 125 E é um meridiano que, partindo do Polo Norte, atravessa o Oceano Ártico, Ásia, Oceano Pacífico, Oceano Índico, Austrália, Oceano Antártico, Antártida e chega ao Polo Sul. Forma um círculo máximo com o Meridiano 55 W.
Começando no Polo Norte, o meridiano 125º Este tem os seguintes cruzamentos:
| País, território ou mar | Notas                                                                               |
| ----------------------- | ----------------------------------------------------------------------------------- |
| Oceano Ártico           |                                                                                     |
| Mar de Laptev           |                                                                                     |
| Rússia                  | Iacútia - Ilhas no delta do rio Lena e continente Oblast de Amur                    |
| China                   | Heilongjiang Mongólia Interior Heilongjiang Jilin Liaoning                          |
| Coreia do Norte         |                                                                                     |
| Mar Amarelo             | Baía da Coreia                                                                      |
| Coreia do Norte         | Ilha Sok-do e continente                                                            |
| Mar Amarelo             |                                                                                     |
| Coreia do Norte         |                                                                                     |
| Mar Amarelo             |                                                                                     |
| Coreia do Norte         |                                                                                     |
| Mar Amarelo             | Passa a oeste da ilha de Gageodo, Coreia do Sul                                     |
| Mar da China Oriental   | Passa a oeste da ilha Shimojishima, Japão · Passa a leste da ilha Taramajima, Japão |
| Oceano Pacífico         | Mar das Filipinas                                                                   |
| Filipinas               | Ilhas Samar e Leyte                                                                 |
| Mar de Bohol            | Baía de Sogod                                                                       |
| Filipinas               | Ilha Leyte                                                                          |
| Mar de Bohol            |                                                                                     |
| Filipinas               | Ilha de Mindanau                                                                    |
| Mar de Celebes          |                                                                                     |
| Indonésia               | Ilha Celebes                                                                        |
| Mar das Molucas         |                                                                                     |
| Indonésia               | Ilha de Taliabu                                                                     |
| Mar de Banda            |                                                                                     |
| Indonésia               | Ilha de Alor                                                                        |
| Mar de Savu             |                                                                                     |
| Timor-Leste             | Ilha de Timor                                                                       |
| Indonésia               | Ilha de Timor                                                                       |
| Timor-Leste             | Ilha de Timor                                                                       |
| Indonésia               | Ilha de Timor                                                                       |
| Mar de Timor            |                                                                                     |
| Oceano Índico           |                                                                                     |
| Austrália               | Austrália Ocidental - passa nas Ilhas Maret e continente                            |
| Oceano Índico           |                                                                                     |
| Oceano Antártico        |                                                                                     |
| Antártida               | Território Antártico Australiano, reivindicado pela Austrália                       |